# 唐纳德·特朗普录影门
2016年10月7日，在2016年美国总统大选期间，《华盛顿邮报》发表了一段视频及相关文章，内容是关于当时的总统候选人唐纳德·特朗普2005年与电视主持人比利·布什“一次关于女性的极端猥亵的谈话”。特朗普和布什当时正在前往拍摄NBC环球（NBCUniversal）旗下的电视剧剧集《走进好莱坞》（Access Hollywood，即现在的《走进》）的路上。在视频中，特朗普描述了他试图勾引一个已婚女人的行为，并暗示他可能会开始亲吻一个他和布什即将见面的女人。他补充说，“我甚至不会等待。当你成为明星的时候，他们会让你这么做。你可以做任何事。抓住他们的阴部。你可以做任何事。”评论人士和律师称这种行为为性侵犯。
事件爆发于2016年第二次美国总统选举辩论的前两天。特朗普发表了一份声明，他为该视频的内容道歉，但他试图调转矛头说，比尔·克林顿“在高尔夫球场上对我说的更糟糕” 。该录音引起了媒体人士和政界人士的强烈反响。共和党官员的陈述各不相同。包括特朗普的副总统竞选伙伴迈克·彭斯、美国参议院政党领袖米奇·麦康奈尔和共和党全国委员会主席赖因斯·普里巴斯等一众表示他们不赞成特朗普的话，但没有放弃他们对特朗普的支持，也没有要求他退出竞选。其他共和党人——尤其是前总统候选人约翰·麦凯恩——表示他们将不再支持特朗普的总统竞选，有些人要求他退出竞选。尽管美国众议院议长保罗·瑞恩没有正式收回他对特朗普的支持，但他宣布他将不再捍卫或支持特朗普的竞选活动。事后，在美国全国广播公司的节目《今日》中，比利·布什辞去了主持人的职务；而特朗普受到了数名女性的不端性行为指控。